# 幸田慶子
幸田慶子（こうだ けいこ、1973年6月20日 - ）は、FM鳥取に所属する日本のパーソナリティ。
兵庫県出身。主にラジオのパーソナリティとして活動している。

## 来歴・人物
現在、FM鳥取の放送部長兼チーフアナウンサー、パーソナリティとして活動をしている。以前は岡山のコミュニティFM放送で活動をしていた。
2008年4月1日 - 2008年10月5日の間は担当番組がなかったが、2008年10月6日から「HIT RADIO 825」で復帰している。

## 担当番組

### 現在
- HIT RADIO 825（ - 2008年3月31日、2008年10月6日 - ）

### 過去
- TOTTORI MORNING EXPRESS
- RADIO BIRD - INFOMUSEMENT STATION